# Tvedestrand
Tvedestrand este o comună din provincia Agder, Norvegia.